# 7-й танковый корпус (СССР)
7-й танковый корпус — оперативное войсковое объединение в составе ВС СССР.

## История
7-й танковый корпус начал формирование 17 апреля 1942 года в Калинине на базе 3-й гвардейской танковой бригады и был сформирован к августу 1942 года.
С 26 августа корпус принимал участие в Сталинградской битве. 30 октября 1942 года в связи с несением больших потерь корпус был выведен в резерв на пополнение и переформирование. 7 декабря корпус был направлен на фронт и включён в состав 5-й ударной армии.
Приказом НКО СССР № 413 от 29 декабря 1942 года 7-й танковый корпус был преобразован в 3-й гвардейский танковый корпус за мужество и героизм личного состава, проявленные в ходе Сталинградской битвы.

## Командование корпуса

### Командиры корпуса
- генерал-майор танковых войск, генерал-лейтенант танковых войск Ротмистров, Павел Алексеевич (с 17 апреля по 29 декабря 1942 года)

### Военный комиссар корпуса
С конца 1942 года — заместитель командира корпуса по политической части:
- бригадный комиссар, полковник Шаталов Николай Васильевич (с 19 апреля по 29 декабря 1942 года)

### Заместитель командира корпуса по технической части
- инженер-подполковник, полковник С. А. Соловой

### Начальники штаба корпуса
- полковник Серов, Александр Михайлович (с 18 апреля по август 1942 года)
- полковник Баскаков, Владимир Николаевич (с августа 1942)
- полковник, генерал-майор Малышев, Михаил Иванович

### Начальник оперативного отдела
- полковник И. К. Остапенко

### Начальник артиллерии
полковник М. В. Беляков

### Начальник тыла
- майор, …; полковник И. М. Минин

## Состав корпуса
- Управление танкового корпуса;
- 3-я гвардейская танковая бригада;
- 62-я танковая бригада;
- 87-я танковая бригада;
- 7-я мотострелковая бригада;

Корпусные части:
- 7-я автомобильная рота подвоза ГСМ;
- 114-я полевая авторемонтная база;
- 177-я полевая ремонтная база;
- 2106-я полевая касса Госбанка.

## Подчинение[1]
| Дата            | Фронт (округ)             | Армия                 |
| --------------- | ------------------------- | --------------------- |
| 01.06.1942 года | Калининский фронт         |                       |
| 01.07.1942 года | Резерв Ставки ВГК         |                       |
| 01.08.1942 года | Брянский фронт            |                       |
| 01.09.1942 года | Сталинградский фронт      | 1-я гвардейская армия |
| 01.10.1942 года | Донской фронт             | 66-я армия            |
| 01.11.1942 года | Приволжский военный округ |                       |
| 01.12.1942 года | Резерв Ставки ВГК         |                       |